# Замятина, Серафима Матвеевна
Серафи́ма Матве́евна Замя́тина (1 января 1895, Орша, Яранский уезд, Вятская губерния, Российская империя ― 6 сентября 1953, Волжск, Марийская АССР, РСФСР, СССР) ― русский советский педагог. Завуч, директор Русско-Кукморской 7-летней школы Семёновского / Медведевского района Марийской АССР (1931―1953). Одна из первых в Марийской республике заслуженный учитель школы Марийской АССР (1941). Кавалер ордена Ленина (1949).

## Биография
Родилась в 1895 году в с. Орша ныне Советского района Марий Эл в крестьянской семье.
В 1914 году окончила Яранскую женскую гимназию Вятской губернии. Затем работала учителем Орловской, Кордемтюрской, Ожигановской и Староургакшской начальных школ ныне Советского района Марий Эл. С 1924 года ― в Андреевской школе Йошкар-Олинского кантона Марийской автономной области, с 1931 года ― завуч, директор Русско-Кукморской 7-летней школы Семёновского / Медведевского района Марийской АССР.
Педагогическую деятельность успешно совмещала с общественной работой: с 1939 года ― депутат Семёновского районного Совета Марийской АССР. В 1947―1951 годах избиралась депутатом Верховного Совета Марийской АССР II созыва.
За выдающиеся заслуги в области воспитания и обучения детей и активное участие в общественной жизни Марийской республики в 1941 году ей было присвоено почётное звание «Заслуженный учитель школы Марийской АССР». Награждена орденами Ленина, «Знак Почёта», медалями и дважды ― Почётной грамотой Президиума Верховного Совета Марийской АССР.
Скончалась 6 сентября 1953 года в Волжске.

## Признание заслуг
- Орден Ленина (1949)[2][3]
- Орден «Знак Почёта» (1939)[2][3]
- Медаль «За доблестный труд в Великой Отечественной войне 1941—1945 гг.»
- Нагрудный знак «Отличник народного просвещения РСФСР»
- Заслуженный учитель школы Марийской АССР (1941)[2][3]
- Премия Марийского облисполкома (1934)[2][3]
- Почётная грамота Президиума Верховного Совета Марийской АССР (1944, 1946)[2][3]